# Bernd das Brot

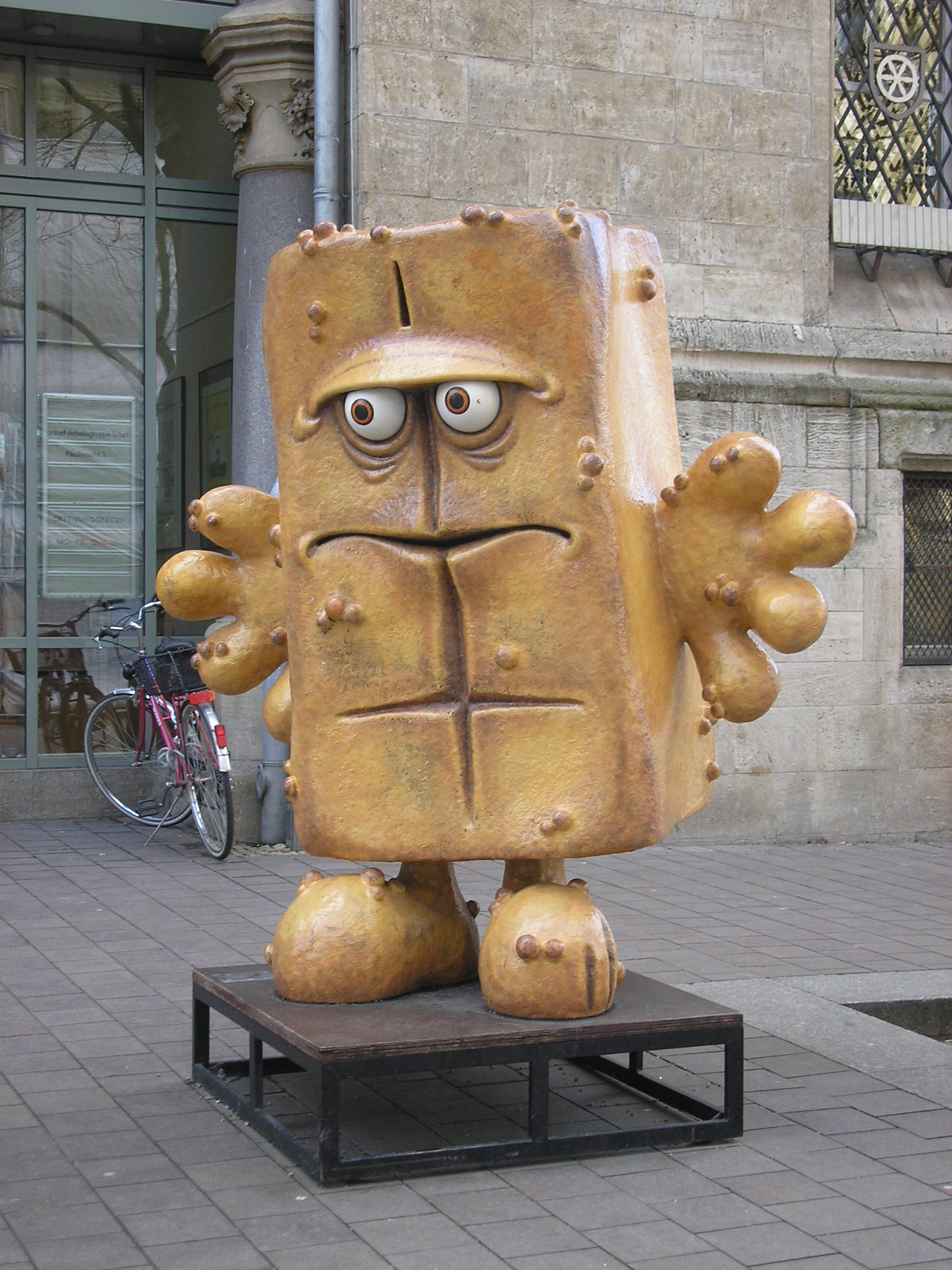
Bernd das Brot.

Bernd das Brot est un dessin animé allemand créé en 2000 par Thomas Krappweis pour la chaine KiKA. Il met en scène une tranche de pain dépressive dont l'une des phrases favorites est « Mein Leben ist die Hölle » (ma vie est un enfer). 